# Les Contures
Les Contures est une bande dessinée de Mattt Konture éditée par L'Association, en premier lieu sous la forme d'un feuilleton dans la revue Lapin entre 1996 et 2001, puis en un volume dans la collection Ciboulette en 2004.

## Synopsis
L'auteur tente, par différents moyens, de retranscrire le Monde des Contures, lieu fictionnel qu'il aurait fréquenté dans les rêves de son enfance, peuplé desdites contures, créatures volatiles.